# Il fiammifero svedese
Il fiammifero svedese (in russo Шведская спичка?, Švedskaâ spička) è un racconto di Anton Čechov pubblicato per la prima volta nel 1884.

## Trama
Nella mattinata di domenica 6 ottobre 1885, l'amministratore di Mark Ivanovič Kljauzov, guardia a riposo col grado di cornetta, si presenta al locale commissariato di polizia sostenendo che il suo padrone è stato ucciso. Mentre la notizia si diffonde nel circondario attirando una gran folla intorno alla casa di Kljauzov, giunge il commissario per studiare la scena ed ascoltare i testimoni. La camera da letto del proprietario è chiusa dall'interno e Kljauzov non è uscito da una settimana. Da queste premesse commissario e testimoni arrivano tout court alla conclusione che sia stato ucciso e che gli assassini siano penetrati dalla finestra. 
Il commissario dispone la sorveglianza intorno alla casa e manda a chiamare il giudice istruttore Nikolaj Ermolaevič C̆ubikov che giunge due ore dopo con il suo assistente Djukovskij. Forzata la porta della camera, questa viene trovata vuota ma il letto è in disordine, vi è un unico stivale, la finestra è socchiusa e, sul davanzale, la traccia di un ginocchio. Dunque, secondo il giudice, il corpo è stato portato via dalla finestra. Djukovskij, esaminando il pavimento, trova un fiammifero svedese, articolo di lusso utilizzato solo da pochi e certamente non da Kljauzov. 
Perlustrando poi il terreno sotto la finestra vengono scoperte altre tracce e poco oltre il secondo stivale e una chiazza di sangue. Sulla base dei pochi indizi il giudice e il suo assistente si lanciano nelle supposizioni, sebbene le congetture di Djukovskij infastidiscano C̆ubikov.
Alla fine vengono incriminati due servitori di Kljauzov i quali avrebbero commesso il delitto con la complicità di una donna. Dopo aver dubitato della sorella dello scomparso, Djukovskij, facendo il giro di tutti i negozianti della zona, scopre chi è la donna che ha acquistato la scatola di fiammiferi svedesi e conduce il giudice a casa del commissario di polizia.
Nascosto nel bagno scoprono il presunto morto che da una settimana mangia, beve e si diverte con la moglie del commissario.

## Storia
Il racconto è stato scritto nel 1884 e nello stesso anno fu pubblicato con il titolo Il fiammifero svedese (storia criminale) nella rivista La Libellula, con la firma di Anton Čechov.
Nel 1886 la storia è entrata nella raccolta Racconti variopinti e poi è stato inclusa nella sua opera completa pubblicata dall'editore A. F. Marks.
Durante la vita dell'autore, la storia è stata tradotta in danese, tedesco, polacco, rumeno e ceco.
In Russia, dal racconto è stata tratto un film del 1954 e un lavoro teatrale andato in scena nel 2007 a Mosca.

## Edizioni
- AA. VV. 150 anni in giallo a cura di Giuseppe Lippi - Mondadori, Milano, 1989
- Anton Cechov, Tutti i racconti. Il fiammifero svedese, Rizzoli, 1997, ISBN 9788817152631. URL consultato il 10 ottobre 2017.
- Anton Čechov, Il fiammifero svedese, su sellerio.it, Sellerio editore Palermo, 2002. URL consultato il 10 ottobre 2017.
- Anton Cechov, Racconti, Bur, 20 dicembre 2010, ISBN 9788858615256. URL consultato il 10 ottobre 2017.
- Anton Cechov, Il fiammifero svedese, Feltrinelli Editore, 17 dicembre 2013, ISBN 9788858851951. URL consultato il 10 ottobre 2017.